# Lygus pratensis
Lygus pratensis (лат.) — вид клопов семейства Miridae.

## Описание
Клопы длиной тела от 5,1 до 7 мм. Окраска тела меняется в течение сезона поочередно с желтовато-зеленого на серо-зеленую, коричневато-коричневую, коричневато-красную и серо-коричневую. Яйца длиной около 1,1 мм и ширину 0,3 мм, имеют изогнутый внутрь стебелёк на краю оболочки. Только что вылупившиеся личинки желтовато-зеленые. К пятой стадии развития они становятся зелёными.

## Биология
Является многоядным вредителем сельскохозяйственных культур. Наибольший ущерб наносит посадкам хлопка, люцерны и плодовых культур. Питается цветками, стеблями, листьями и молодыми побегами и влияя на рост и развитие растений. Факультативно может питаться другими насекомыми, например бахчевой тлёй, хлопковой совкой, колорадским жуком. На севере ареала в год развивается одно поколение, в южных регионах может быть до четырёх поколений. Lygus pratensis является переносчиком различных бактериальных и вирусных заболеваний растений. Для борьбы с клопом используются различные химические препараты, однако отмечается возрастание устойчивости к ним.

## Распространение
Встречается в Европе, Северной Африке, Турции, Средней Азии, на Ближнем Востоке, Китае, и в Индии. В середине 1920-х годов непреднамеренно завезен в Северную Америку из Европы, однако не создал стабильных популяций.